# Вест-Менло-Парк (Каліфорнія)
Вест-Менло-Парк (англ. West Menlo Park) — переписна місцевість (CDP) в США, в окрузі Сан-Матео штату Каліфорнія. Населення — 3930 осіб (2020).

## Географія
Вест-Менло-Парк розташований за координатами 37°26′2″ пн. ш. 122°12′13″ зх. д. / 37.43389° пн. ш. 122.20361° зх. д. (37.433820, -122.203549).  За даними Бюро перепису населення США в 2010 році переписна місцевість мала площу 1,26 км², уся площа — суходіл.

## Демографія
Згідно з переписом 2010 року, у переписній місцевості мешкало 3659 осіб у 1356 домогосподарствах у складі 970 родин. Густота населення становила 2906 осіб/км².  Було 1422 помешкання (1129/км²).
Расовий склад населення:
| - 81,5 % — білих - 11,4 % — азіатів - 0,8 % — чорних або афроамериканців - 0,1 % — вихідців з тихоокеанських островів - 0,1 % — корінних американців - 1,4 % — осіб інших рас |

До двох чи більше рас належало 4,8 %. Частка іспаномовних становила 5,5 % від усіх жителів.
За віковим діапазоном населення розподілялося таким чином: 29,2 % — особи молодші 18 років, 57,5 % — особи у віці 18—64 років, 13,3 % — особи у віці 65 років та старші. Медіана віку мешканця становила 40,4 року. На 100 осіб жіночої статі у переписній місцевості припадало 95,7 чоловіків;  на 100 жінок у віці від 18 років та старших — 91,1 чоловіків також старших 18 років.
Середній дохід на одне домашнє господарство  становив 232 909 доларів США (медіана — 178 542), а середній дохід на одну сім'ю — 269 992 долари (медіана — 228 000). Медіана доходів становила 160 313 долари для чоловіків та 87 466 доларів для жінок. За межею бідності перебувало 4,0 % осіб, у тому числі 3,4 % дітей у віці до 18 років та 4,1 % осіб у віці 65 років та старших.
Цивільне працевлаштоване населення становило 1812 особи. Основні галузі зайнятості: освіта, охорона здоров'я та соціальна допомога — 28,0 %, науковці, спеціалісти, менеджери — 26,5 %, виробництво — 9,5 %, інформація — 7,8 %.